# NGC 4824
NGC 4824 is een ster in het sterrenbeeld Hoofdhaar. Het hemelobject werd op 19 april 1885 ontdekt door de Franse astronoom Guillaume Bigourdan.